# Zona pelágica

As camadas da zona pelágica.

A zona pelágica, ambiente pelágico ou domínio pelágico (do latim pelagos, que significa o "mar aberto") é a região oceânica onde vivem normalmente seres vivos que não dependem dos fundos marinhos (o bentos e os organismos demersais). Trata-se do ambiente ecológico das águas oceânicas abertas, acima do ambiente bentônico do fundo dos mares, sendo habitado principalmente por seres planctônicos e nectônicos. Esses organismos  dependem apenas das características das massas de água  mais adequadas ao seu ciclo de vida, e são conhecidos como seres pelágicos.  O plâncton não é geralmente incluído entre os seres pelágicos, uma vez que apresenta essencialmente movimento passivo, deslocando-se principalmente com as massas de água onde vive.
O ecossistema pelágico não abrange apenas o alto mar, dele fazendo parte também as águas que cobrem a plataforma continental. Assim, a zona pelágica começa abaixo da zona de influência das marés, prolongando-se até o alto mar, em profundidades que variam desde algumas dezenas de metros até aproximadamente 6000 metros. As partes próximas da superfície recebem a luz do sol, o que permite que as plantas aquáticas realizem fotossíntese. As partes mais profundas, embora  apresentem menor diversidade, abrigam um grande número de espécies adaptadas à escuridão.
Na cadeia alimentar do ecossistema, o fitoplâncton serve de alimento ao zooplâncton, que por sua vez constitui-se em alimento não apenas de um grande número de peixes pertencentes às pequenas espécies pelágicas, que vivem geralmente em cardumes, como as sardinhas, as anchovas, mas também  de espécies maiores, como  os atuns e muitos tubarões. O plâncton é também a base da alimentação de várias espécies de crustáceos (como o krill e os camarões), e de  muitos moluscos cefalópodes. Também alimenta os maiores animais do planeta - as baleias. Peixes, moluscos e crustáceos que consomem plâncton são as principais presas de peixes maiores, mamíferos marinhos (golfinhos, focas) e aves marinhas.

## Divisões do domínio pelágico
O domínio pelágico é muitas vezes dividido em zonas de diferentes profundidades:
- Epipelágica ou superficial, inclui a zona eufótica e estende-se em média até aos 200 m de profundidade, embora possa ser limitada pela termoclina.
- Mesopelágica, dos 200 m até por volta de 1000 m de profundidade.
- Batipelágica, dos 1000 até cerca de 4000 m de profundidade, dependendo da profundidade da margem continental.
- Abissopelágica, cobrindo as planícies abissais dos oceanos.
- Hadopelágica, inclui as águas não associadas ao fundo das fossas abissais.